# Act: Lovesick
ACT:LOVESICK là chuyến lưu diễn đầu tiên của nhóm nhạc nam Hàn Quốc Tomorrow X Together nhằm hỗ trợ cho full album thứ hai The Chaos Chapter: Freeze và đĩa mở rộng thứ tư (EP) Minisode 2: Thursday's Child. Chuyến lưu diễn bắt đầu vào ngày 2 tháng 7 tại Seoul, Hàn Quốc.

## Bối cảnh
Vào ngày 26 tháng 4, TXT thông báo rằng họ sẽ bắt đầu chuyến lưu diễn vòng quanh thế giới đầu tiên của mình. Ngày lưu diễn tại Nhật Bản và các nước châu Á khác được công bố lần lượt vào ngày 6 tháng 6 và ngày 21 tháng 6.

## Danh sách tiết mục
VCR 1
1. "0x1=Lovesong (I Know I Love You)"
2. "Wishlist"
3. "Blue Orangeade" (Remix version)
4. "Magic"
5. "Ghosting"

VCR 2
1. "New Rules"
2. "Puma"
3. "What If I Had Been That Puma"
4. "Loser=Lover"
5. "Trust Fund Baby"

VCR 3
1. # "Crown"
2. "Magic Island"
3. "9 and Three Quarters (Run Away)"
4. "Blue Hour"

VCR 4-1
1. "Frost"
2. "Maze In the Mirror"
3. "Eternally"
4. "Can't You See Me?" (Rock version)
5. "Opening Sequence"

VCR 4-2
1. "Lonely Boy (The Tattoo On My Ring Finger)"
2. "Anti-Romantic"
3. "Good Boy Gone Bad"

VCR 5 và encore
1. "Thursday's Child Has Far To Go"
2. "MOA Diary (Dubaddu Wari Wari)"

VCR 1
1. "0x1=Lovesong (I Know I Love You)"
2. "Wishlist"
3. "Blue Orangeade" (Remix version)
4. "Magic"
5. "Ghosting"

VCR 2
1. "New Rules"
2. "Puma"
3. "What If I Had Been That Puma"
4. "Loser=Lover"
5. "Trust Fund Baby"

VCR 3
1. # "Crown" (Short version)
2. "Magic Island" (Short version) + "9 and Three Quarters (Run Away)"
3. "Blue Hour"

VCR 4-1
1. "Frost"
2. "Maze In the Mirror"
3. "Eternally"
4. "Can't You See Me?" (Rock version)
5. "Opening Sequence"

VCR 4-2
1. "Lonely Boy (The Tattoo On My Ring Finger)" (Tomorrow X Together version)
2. "Anti-Romantic"
3. "Good Boy Gone Bad"

VCR 5 và encore
1. "Thursday's Child Has Far To Go"
2. "MOA Diary (Dubaddu Wari Wari)"

## Lịch trình
| Ngày                 | Thành phố          | Quốc gia    | Địa điểm                                  | Người tham dự     | Doanh thu   |
| -------------------- | ------------------ | ----------- | ----------------------------------------- | ----------------- | ----------- |
| 2 tháng 7 năm 2022   | Seoul              | Hàn Quốc    | Jamsil Indoor Stadium                     | 10,267 / 10,267   | $1,031,699  |
| 3 tháng 7 năm 2022   | Seoul              | Hàn Quốc    | Jamsil Indoor Stadium                     | 10,267 / 10,267   | $1,031,699  |
| 7 tháng 7 năm 2022   | Chicago            | Hoa Kỳ      | Rosemont Theatre                          | 4,340 / 4,340     | $667,923    |
| 9 tháng 7 năm 2022   | Thành phố New York | Hoa Kỳ      | Hulu Theater                              | 5,239 / 5,239     | $739,695    |
| 12 tháng 7 năm 2022  | Atlanta            | Hoa Kỳ      | Fox Theatre                               | 4,509 / 4,509     | $647,193    |
| 14 tháng 7 năm 2022  | Dallas             | Hoa Kỳ      | Texas Trust CU Theatre                    | 6,202 / 6,202     | $744,240    |
| 17 tháng 7 năm 2022  | Houston            | Hoa Kỳ      | Smart Financial Centre                    | 6,250 / 6,250     | $778,228    |
| 21 tháng 7 năm 2022  | San Francisco      | Hoa Kỳ      | Bill Graham Civic Auditorium              | 5,168 / 5,168     | $726,426    |
| 23 tháng 7 năm 2022  | Los Angeles        | Hoa Kỳ      | Microsoft Theater                         | 13,562 / 13,562   | $1,941,090  |
| 24 tháng 7 năm 2022  | Los Angeles        | Hoa Kỳ      | Microsoft Theater                         | 13,562 / 13,562   | $1,941,090  |
| 3 tháng 9 năm 2022   | Ōsaka              | Nhật Bản    | Ookini Arena Maishima                     | 12,117 / 12,117   | $874,424    |
| 4 tháng 9 năm 2022   | Ōsaka              | Nhật Bản    | Ookini Arena Maishima                     | 12,117 / 12,117   | $874,424    |
| 8 tháng 9 năm 2022   | Chiba              | Nhật Bản    | Makuhari Messe                            | 12,290 / 12,290   | $883,146    |
| 9 tháng 9 năm 2022   | Chiba              | Nhật Bản    | Makuhari Messe                            | 12,290 / 12,290   | $883,146    |
| 12 tháng 10 năm 2022 | Jakarta            | Indonesia   | Trung tâm hội nghị và triển lãm Indonesia | 6,067 / 6,067     | $1,012,025  |
| 15 tháng 10 năm 2022 | Manila             | Philippines | SM Mall of Asia Arena                     | 15,999 / 15,999   | $2,914,713  |
| 16 tháng 10 năm 2022 | Manila             | Philippines | SM Mall of Asia Arena                     | 15,999 / 15,999   | $2,914,713  |
| 22 tháng 10 năm 2022 | Băng Cốc           | Thái Lan    | Thunder Dome                              | 8,588 / 8,588     | $1,239,528  |
| 23 tháng 10 năm 2022 | Băng Cốc           | Thái Lan    | Thunder Dome                              | 8,588 / 8,588     | $1,239,528  |
| Tổng                 | Tổng               | Tổng        | Tổng                                      | 110,598 / 110,598 | $14,200,330 |